# Ешреф Алиу
Ешреф Алиу (на албански: Eshref Aliu; на македонска литературна норма: Ешреф Алиу) е писател, журналист и политик от Република Македония от албански произход.

## Биография
Роден е през 1939 година във Велики Търновац, край Буяновац. Завършва магистратура във Философския факултет на Скопския университет в 1981 година. Започва да работи в НИП „Нова Македония“. Пише на албански и на македонски литературен език. Пише в голям брой вестници и списания. Превежда от немски, македонски литературен език и сръбски на албански език. Член е на Македонския ПЕН център.
В периода 1994 – 1997 година е министър на културата на Република Македония. Представител между 1991 и 1994 година.

## Творчество
- Траги во времето (роман), 1992;
- Мајка (поезия);
- Кратки раскази, 1988.[2]